# Григорий I (экзарх Равенны)
Григорий I — предполагаемый экзарх Равенны с 619 по 625 год. История экзархата после убийства Элефтерия в 619 году доподлинно неизвестна.
Павел Диакон сообщает, что экзарх Григорий (которого он называет римским патрицием) вероломно убил Тасо, который был герцогом Фриули, а также его брата Какко, пригласив их в Опитергий (ныне Одерцо).
Однако согласно хронике Фредегара, экзарх Исаак убил графа Тосканы Тасо, вступив в сговор с королём лангобардов Ариоальдом. Тем самым, по этой версии Исаак наследовал Элефтерию.